# 达布逊诺尔
达布逊诺尔（Dabsûn Nûûr，意为“盐湖”）是一个位于中国内蒙古自治区呼伦贝尔市的盐湖，面积约为1.9平方千米，属于蒙新高原区。它的一级流域为内流区诸河，二级流域为呼伦贝尔内流区。